# Rio Bechet
O Rio Bechet é um rio da Romênia afluente do Rio Ghimbav, localizado no distrito de Argeş.